# Plottier
Plottier ist eine Stadt im Departamento Confluencia im Osten der Provinz Neuquén im Südwesten Argentiniens.

## Herkunft des Namens
Die Stadt trägt den Namen ihres Gründers, des uruguayischen Arztes Alberto Plottier.

## Geschichte
Nach der Wüstenkampagne siedelten sich die ersten Einwohner der Stadt an (damals Colonia Sayhueque genannt). Am 26. März 1935 wurde die Stadt amtlich gegründet.

## Geographie

### Lage
Plottier liegt am linken Ufer des Flusses Limay. Sie liegt 15 km von der Hauptstadt der Provinz entfernt.

### Klima
Das Klima in der Gegend ist gemäßigt-kalt und mitteltrocken. Die jährliche Durchschnittstemperatur schwankt zwischen 14 °C und 12 °C.

## Bevölkerung
Laut der Volkszählung 2010 des INDEC lag die Einwohnerzahl der gesamten Stadt bei 33.600, während im städtischen Kern davon 32.390 und der Rest im ländlichen Umland lebten. Damit stieg die Einwohnerzahl gegenüber der Volkszählung 2001 (22.874 Einwohner) um rund 41 Prozent an.

## Wirtschaft
Der wichtigste Wirtschaftszweig der Stadt ist die Produktion von Äpfeln und Birnen.